# ملاك مصلح
ملاك مصلح (2005 – 30 يونيو 2025) هي ملاكمة فلسطينية ناشئة من قطاع غزة، عُرفت بكونها من أبرز المواهب الواعدة في رياضة الملاكمة في فلسطين، حيث شاركت في تدريبات ومنافسات محلية ضمن برامج إعداد الفتيات في هذه الرياضة، خاصة خلال جائحة فيروس كورونا.
برزت مصلح ضمن مجموعة من الفتيات اللواتي خضن تحديات كبيرة في سبيل ممارسة الملاكمة في بيئة تفتقر للمرافق والدعم، إلا أن شغفها بالرياضة وإصرارها على تمثيل فلسطين أولمبيًا جعل منها رمزًا ملهمًا للجيل الناشئ.
في 30 يونيو 2025، قُتلت ملاك مصلح إثر قصف إسرائيلي على قطاع غزة، خلال الرد العسكري على عملية طوفان الأقصى.